# 美咲恋
美咲 恋（みさき れん、1989年12月8日 - ）は、日本のAV女優。グレースμ所属。

## 略歴
- 2009年 - 着エログラビアアイドルとしてデビュー。
- 2010年 - 第2回SODシンデレラオーディションにノミネート（エントリーNo.1）。

　　　　　　　 - AVデビュー。

### CDシングル
2009年
- Cheering Song（3月3日、アット・レコーズ、cd0025）

### デジタル写真集
2010年
- 美咲恋写真集・ゴールドスタジオ編（4月1日、松下グランドアイドルプロダクション、IKI-A01）
- 美咲恋写真集・熱海ロケ編（4月1日、松下グランドアイドルプロダクション、IKI-A02）

### イメージビデオ
2009年
- コスメイトえっちなコスプレ着エロムービー　（6月29日、ユープランニング、DSI-01）（オムニバス作品）
- つるつるチェリー 美咲恋　（7月10日、Mt.Fuji、PCH-006、R15+）
- 乙姫 vol.04 美咲恋　（9月24日、ドラゴンフィッシュ、HIMV-004、R15+）

2010年
- 恋シテル 美咲恋 19歳　（2月19日、Asylum Projects、APBMG-002、R18+）
- 魅惑の果実 ～F、G、H、Iカップ 爆乳美少女たちの赤裸々ショット!～　（8月20日、トリプルM、MMM-007）（オムニバス作品）

### アダルトビデオ
2010年
- 「私はそれでもAV女優になりたいんです･･･」（6月10日、SODクリエイト、SDMT-119）
- 病弱な女子高生と2人きりで思わず勃起した僕は無抵抗をいいことにエッチな悪戯しちゃいました。（7月8日、SODクリエイト、SDMT-149）
- 人間「美咲恋」本当のワタシと、本当のセックス。（8月24日、人間考察、NGKS-029）

2011年
- ごっくんアイドルになりたくて（4月13日、ムーディーズ、MIDD-759）
- ごっくんヘルパー（5月13日、ムーディーズ、MIDD-770）
- ゴックン哀願! 逆ナンパ（6月13日、ムーディーズ、MIDD-780）
- 真性中出し 美咲恋（7月13日、ムーディーズ、MIGD-407）
- 女子校生の初アナルSEX 美咲恋（8月1日、ムーディーズ、MIGD-408）
- 射精直前の気持ち良いピストン103連発（8月1日、ムーディーズ、MIGD-575）（オムニバス作品）
- 人間考察 考察集第2弾235分 16タイトル総集編（8月20日、人間考察、NGKS-029）（オムニバス作品）
- 激バック100人8時間（9月13日、ムーディーズ、MIBD-584）（オムニバス作品）
- フェラチオマエストロ 極上濃厚口内射精集DX（9月16日、セックスエージェント、MN-044）（オムニバス作品）
- すく水尻コキじょしこーせい（10月21日、セックスエージェント、AGEMIX-098）他出演:つばさ、鈴木なつ、琥珀うた、優芽、橋乃いちか、南原彩
- 超・萌手コキ2（10月21日、セックスエージェント、MN-049）他出演:椎名みくる、前田陽菜、篠原友里恵、三橋ひより、金沢里美
- ねえ、今日は?（10月28日、BALTAN、TMEM-016）
- 射精直前の気持ち良いピストン103連発（11月1日、ムーディーズ、MIGD-596）（オムニバス作品）
- 一つ屋根の下で麗しの義姉と僕一人（11月15日、ネクストイレブン、MAST-026）
- 9穴同時発射（11月25日、ダスッ、DASD-165）
- 働くお姉さんのタイトスカート尻コキ（12月１日、Fetishist、FETI-022）（オムニバス作品）
- 寸止め！背後手コキ（12月16日、セックスエージェント、AGEMIX-103）（オムニバス作品）

2012年
- どっぷりアナル中出し4時間（オムニバス作品）
- 2穴ズボズボ イキまくる89穴（オムニバス作品）
- 美少女だらけのゴックン祭り147連発（オムニバス作品）
- おしゃぶりテイスティングごっくん4時間（オムニバス作品）
- ユープランニングBEST COLLECTION 4時間 Vol.1（オムニバス作品）
- アナル徹底崩壊（オムニバス作品）
- 嫌がる女に強制中出し（オムニバス作品）
- ロリ・美少女限定中出し50連発（オムニバス作品）
- 徹底的にレイプされ悲鳴をあげても犯され続けるオンナ達（オムニバス作品）
- GOD QUALITY HIP 高画質×美尻 ～尻自慢の人気女優27名　フルボリューム2枚組8時間～（オムニバス作品）
- セリフ付きごっくん4時間（オムニバス作品）
- 射精直前の気持ち良いピストン103連発（オムニバス作品）

## テレビ出演
- グラドルAV鑑賞記 #7・#8・#9（2009年10月-12月）つくばテレビ

## 新聞
2010年
- 日刊ゲンダイ（6月11日）
- 日刊スポーツ（6月21日-6月23日）

## 雑誌
2010年
- 週刊大衆　（6月、双葉社）
- ガチンコ　8月号　（6月17日、ガチンコ特選!!男の大快楽大恍惚情報最前線　File 4、若生出版、雑誌12811-08）
- BREAK Max　（コアマガジン）
- 月刊DMM　（ジーオーティー）
- ベストビデオスーパードキュメント　8月号　（8月1日、撮影現場密着取材ドキュメント PART.22　他、三和出版、雑誌17991-8）
- EX大衆　9月号　（8月12日、AV女優が書いたケータイ官能小説　第14回、双葉社、雑誌11771-9）

## イベント
2009年
- 6月13日　アット・レコーズ 音祭LIVE IN AKIBA　（Live Park in Akiba）
- 7月12日　美咲恋『つるつるチェリー』DVD発売記念　（ソフマップ音楽CD館）
- 10月3日　美咲恋「乙姫　vol.04」DVD発売記念　（ishimaru soft本店）

2010年
- 1月2日　美咲恋　年明け撮影会　（松下グランドアイドルプロダクション）
- 6月27日　ファン感謝祭　（新宿村スタジオ）
- 8月29日　美咲恋ちゃんの１日ブルマ店長　（コスメイト新宿店）
- 9月19日　DVD発売記念イベント　（ラムタラ立川駅前店）
- 10月31日　美咲恋ちゃんの１日ブルマ店長　（コスメイト新宿店）